# Sfakianakis
Sfakianakis S.A. (греч. Σφακιανάκης Α.Ε.Β.Ε.) — греческая компания с широким профилем деятельности, которая изначально занималась производством транспортных средств (в том числе автобусов). В 2008 году деятельность компании распространялась на пять стран, в ней работало около 2 500 человек.
Фирма была основана в 1961 году под изначальным названием Bussing Hellas. С 1961 года фирма изготовляла транспортные средства по иностранным лицензиям (например, в 1971 году была куплена лицензия немецкой компании MAN), но впоследствии было налажено производство собственных автобусов.
В 1993 году Sfakianakis представил новую серию автобусов Minibus SS400 и SS380, а также серию SS500.
- Sfakianakis SS500/B100 city bus — городской автобус[1]
- Sfakianakis SS500LF coach — междугородный[1].

### На английском языке
- Sfakianakis website
- Bus manufacturers (in Danish)
- Photos of Sfakianakis buses in article with material from Wikipedia
- Greek bus builders in Bus-planet.com

### На греческом языке
- L. S. Skartsis και Γ. Αβραμίδης, «Made in Greece», Typorama, Πάτρα, Ελλάδα (2003).
- L. S. Skartsis, «ελληνική Οχημάτων & Κατασκευαστές Μηχανών 1800 για να παρουσιάσει: A Pictorial History», Μαραθώνιος (2012) ISBN 978-960-93-4452-4 (eBook)
- Προφίλ από την ιστοσελίδα της Εταιρείας